# Harry Maybourne
Harry Maybourne è un personaggio immaginario del telefilm di fantascienza Stargate SG-1.

## Biografia
Harry Maybourne è un colonnello dell'USAF, con moralità e lealtà molto ambigue, spesso in contrasto con l'SGC. Come membro del NID tentò di usare Teal'c come cavia da laboratorio dopo che quest'ultimo è stato punto da un insetto alieno.
Maybourne eseguì diverse operazioni contro l'SGC e soprattutto l'SG-1. Ogni volta le sue losche operazioni vengono interrotte ed infine è costretto a fuggire in Russia, dove aiuterà a creare il programma Stargate dell'ex Unione Sovietica.
Successivamente verrà catturato dagli Americani e messo nel braccio della morte, dopo essere stato accusato di tradimento. Nonostante ciò, O'Neill è costretto a chiedere il suo aiuto varie volte, tra cui quando il generale Hammond viene minacciato di perdere le nipoti se non rassegna le dimissioni. Maybourne infine imbroglia l'SG-1 facendosi portare in un pianeta lontano. Durante la missione lui e O'Neill attraversano per errore un portale che li conduce sul satellite del pianeta stesso. Quando la squadra riesce a raggiungerli, Maybourne riesce a convincerli a lasciarlo su un pianeta piuttosto che riportarlo in prigione. L'SG-1 incontra per l'ultima volta Harry Maybourne nella veste di Re Arkhan I, un re chiaroveggente e molto potente, che guida la popolazione locale. Quando la gente del posto scopre la verità, lo accettano comunque come esperto di tecnologia e la squadra torna sulla Terra senza di lui.